# Латыговка (Минский район)
Латыговка (бел. Латы́гаўка) — деревня в Минском районе Минской области Республики Беларусь. В составе Шершунского сельсовета.

## География
Пролегает дорога Н8970.
Ближайшие населённые пункты Дворище, Каменец и др.

## История
В 1905 году в Радошковской волости Вилейского уезда Виленской губернии.

## Население

### Численность
- 2009 год — 15 человек

### Динамика
- 1905 год — 66 человек (33 муж. и 33 жен.)[2]
- 1999 год — 31 человек (перепись населения)
- 2009 год — 15 человек (перепись населения)[2]